# 1995 WM6
1995 WM6 är en asteroid i huvudbältet som upptäcktes den 21 november 1995 av de båda japanska astronomerna Seiji Ueda och Hiroshi Kaneda i Kushiro.
Asteroiden har en diameter på ungefär 10 kilometer och den tillhör asteroidgruppen Leonidas.